# Музей мистецтв Йокогами
Музей мистецтв Йокогами (яп. 横浜美術館, Йокохама бідзюцукан) — японський художній музей, що відкрився для публіки 3 листопада 1989 року. Одна з найбільших художніх установ у Японії.
Музей розташований у футуристичному районі Мінато Мірай 21 японського міста Йокогама поруч із будівлею «Лендмарк-Тауер». Основний напрямок музею — сучасне мистецтво від кінця XIX століття.
У музеї сім галерей, серед яких виділяється простора Ґранд Галерея, художні майстерні, довідковий відділ, концертний зал, ресторан, кафе і магазин.

## Експонати
Експонати музею датовані, починаючи від 1859 року — року відкриття для іноземців порту Йокогами.
У фондах музею роботи багатьох впливових і відомих художників модерну, зокрема Костантіна Бранкузі, Поля Сезанна, Сальвадора Далі, Джиммі Ернста, Рене Магрітта, Анрі Матісса, Осипа Цадкіна і Пабло Пікассо. Особливо добре представлено роботи дадаїстів і сюрреалістів.
Музей також виставляє роботи значущих японських художників, особливо тих, хто пов'язаний з Йокогамою, таких як Імамура Сіко, Канзан Сімоура і Тідзуко Йосіда, Кійосі Хасеґава, Ясумаса Морімура і Лі У Хван.
Важливою частиною фондів музею є фотографії, оскільки Йокогама була одним з місць появи цього виду мистецтва в Японії.
В останні роки музей приймає виставку молодих талантів New Artist Picks (NAP) демонструє роботи художників-початківців.

## Будівля музею
Будівлю музею мистецтв Йокогами спроєктував Кендзо Танге, японський архітектор, який виграв 1987 року Прітцкерівську премію з архітектури. Будівлю описують як «привабливу й простору, з великою кількістю повітря і добре освітлену». Конструкція залізобетонна. Площа споруди 9621 м2, площа земельної ділянки приблизно 20 000 м2.
У центрі будівлі — характерна вежа напівциліндричної форми, висотою як восьмиповерховий будинок.
Простір перед головним входом музею — Арт Плаза, частина парку Ґранд Молл.
Фасад будівлі, зі специфічною симетричною кладкою, прикрашений колами і квадратами, довжиною 180 м. Уздовж всього фасаду йде колонада. Дизайн будівлі символізує концепції «дивись», «створюй», «вчися», на яких наголошує музей.

## Приміщення музею
Головна зала музею — «Ґранд Галерея» — просторе приміщення, довжиною 100 м і висотою 20 м, у центральній частині будівлі. Зала трисвітна[уточнити] (від першого до третього поверху), оздоблена гранітом. Зала одночасно є вестибюлем і виставкою експонатів. Вестибюль розташований у середині зали, а праворуч і ліворуч від нього на галереях-терасах міститься частина постійної експозиції музею.
Скляна стеля зали впускає до приміщення природне світло. Жалюзі дозволяють контролювати освітленість. Зала має чудову акустику, її часто використовують для проведення арт-проєктів і культурних заходів.
Головну залу музею вважають «особливо видатним» прикладом сучасної архітектури.
На поверсі над головною залою розташовані виставкові зали. Три з них відведено виставкам, а чотири — постійній експозиції музею, зокрема фотогалереї.
Обладнання музею дозволяє виставляти експонати, що вимагають підтримки певної температури і вологості, а також великі експонати. З кожного боку поверху розташовані вражаючі зали заввишки 7 м. Одна з них кругла в основі, а друга — квадратна. Варто відзначити, що коло і квадрат багаторазово використані в оформленні будівлі.
У правому крилі (якщо дивитися на фасад) розташовані художні майстерні, де проводяться майстер-класи для дітей і дорослих. Спонукати людей займатися мистецтвом — одне з важливих завдань музею.
У лівому крилі будівлі — довідковий відділ, у якому зібрано понад 100 000 японських і зарубіжних книг і журналів з мистецтва, і близько 580 фільмів.
Крім того, в музеї є концертна зала на 240 сидячих місць для проведення лекцій і виступів.

## Магазин, кав'ярня і ресторан
Магазин музею пропонує каталоги експонатів, книги з мистецтва, листівки, сувеніри за темами виставок музею.
Кав'ярня Огураяма на 60 посадкових місць одна з найбільших у Мінато Мірай і досить популярна у городян. Крім звичайних напоїв і закусок у кав'ярні бувають спеціальні меню, присвячені виставкам музею. Кав'ярню названо на честь картини Сімомури Канзана «Огураяма» (гора Огура), написаної на складаних полотнах.
У лівому крилі будівлі музею міститься ресторан французької кухні BRASSERIE T's Musée. Якщо сісти біля вікна, буде видно розміщену зовні роботу Сусуму Сінгу «Wind Musical Notes» (Мелодія вітру).